# Discestra marmorosa
Discestra marmorosa là một loài bướm đêm trong họ Noctuidae.